# پومزیله ملامبو–نوکا
پومزیله ملامبو–نوکا (انگلیسی: Phumzile Mlambo-Ngcuka؛ زادهٔ ۳ نوامبر ۱۹۵۵) سیاست‌مدار اهل آفریقای جنوبی است که از سال ۲۰۰۵ تا ۲۰۰۸ معاون رئیس جمهوری آفریقای جنوبی بود. او نخستین زنی بود که به این سمت انتخاب می‌شد.